# باربرا هيندركس
باربرا هيندركس (بالإنجليزية: Barbara Hendricks)‏ هي مغنية وعازفة الجاز ومغنية أوبرا وممثلة سويدية وأمريكية، ولدت في 20 نوفمبر 1948 بستيفنز في الولايات المتحدة. من الجوائز التي نالتها كريو دي سانت جوردي سنة 2006.

## جوائز
- كريو دي سانت جوردي (2006)

## وصلات خارجية
- باربرا هيندركس على موقع IMDb (الإنجليزية)
- باربرا هيندركس على موقع مونزينجر (الألمانية)
- باربرا هيندركس على موقع قاعدة بيانات الأفلام العربية
- باربرا هيندركس على موقع ألو سيني (الفرنسية)
- باربرا هيندركس على موقع ميوزك برينز (الإنجليزية)
- باربرا هيندركس على موقع أول موفي (الإنجليزية)
- باربرا هيندركس على موقع قاعدة بيانات الأفلام السويدية (السويدية)
- باربرا هيندركس على موقع أول ميوزيك (الإنجليزية)
- باربرا هيندركس على موقع ديسكوغز (الإنجليزية)
- باربرا هيندركس على موقع قاعدة بيانات الفيلم (الإنجليزية)